# Jaroslava Křítková
Jaroslava Křítková (geborene Komárková; * 23. April 1927 in Budweis; † 26. Oktober 2010) war eine tschechoslowakische Kugelstoßerin.
1946 wurde sie Neunte bei den Europameisterschaften in Oslo und 1948 Fünfte bei den Olympischen Spielen in London.
Bei den Olympischen Spielen 1952 in Helsinki und bei den Europameisterschaften 1954 in Bern kam sie jeweils auf den zwölften Platz.
Siebenmal wurde sie Tschechoslowakische Meisterin (1945–1950, 1952). Ihre persönliche Bestleistung von 13,78 m stellte sie 1954 auf.